# دفتر اسناد رسمی

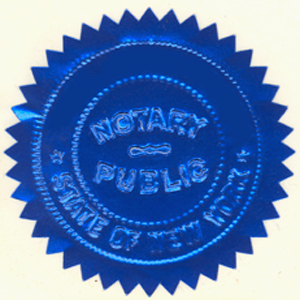
یک فویل مهر و موم نقش برجسته دفتر اسناد رسمی متعلق به ایالت نیویورک.

یک دفتر اسناد رسمی (یا دفتر اسناد عمومی) در حقوق عرفی نهادی مدنی و که معمولاً متشکل از یک مأمور دولتی است که توسط دولت برای ارائه خدمت به مردم برای موارد غیر-متنازع فیه از قبیل اعمال حقوقی و سپردن اختیارات تام و کسب و کار خارجی و بین‌المللی تعیین می‌شود.
برخی از عملکرد اصلی دفتر اسناد رسمی شامل تصدیق‌ها، اقرارنامه‌ها و اظهارنامه‌های قانونی، و تصدیق و اجرای کلاس‌های خاصی از اسناد، و تأیید و تصدیق اعمال حقوقی و نقل و انتقالات، و ارائه رونوشت یا کپی اسناد انجام برخی اقدامات رسمی و قانونی دیگر از قبیل ارائه نمونه‌های رونوشت یا کپی از اسناد دفترخانه‌ای و انجام برخی دیگر از اقدامات رسمی بسته به حوزه قضایی می‌باشد.

## در حقوق رومی-ژرمنی
تشکیلات دفتر اسناد رسمی در «حقوق رومی-ژرمنی» تا حدود زیادی دارای شکلی سازمان یافته می‌باشد و در حقوق فرانسه، سوئیس و آلمان در تضمین امنیت معاملات در کشورهای یادشده نقش دارد.

## سردفتر
طبق قطعنامه‌ای که به اتفاق آراء نظام‌های سردفتری عضو اتحادیه اروپایی در ۲۳ مارس ۱۹۹۰ در اجلاس مادرید به تصویب رسید: 
«سردفتر مأمور به انجام خدمات عمومی است که به نمایندگی از حکومت برای اسناد تنظیمی، نگهداری، رسمیت و قدرت اثباتی و اجرایی را تضمین می‌کند.»
سردفتر برای آن‌که در انجام حرفه خود از استقلال لازم برخوردار باشد، در چارچوب یک شغل آزاد که موضوع آن اعمال حقوقی غیرترافعی است، فعالیت می‌کند.
سردفتر به عنوان مأمور به انجام خدمات عمومی یا نماینده قدرت حاکمه در زمینه مقررات و آیین‌نامه‌ها، تابع قدرتی است که او را منصوب کرده‌است. به‌عنوان یک فرد صنفی آزاد نیز در چارچوب‌های حرفه‌ای خود باید از اخلاق حرفه‌ای حاکم بر حرفه تمکین کند.
در نظام‌های سردفتری اتحادیه اروپایی، مجموعه مشترکی از هنجارها و رفتارهای حرفه‌ای وجود داشته بنابراین مجموعه مشترکی از نظامات حرفه‌ای را به وجود آمده تا برای هماهنگی در رویه‌ها و تجربیات حرفه‌ای در اعمال حقوقی فرا مرزی به کار گرفته شوند. البته این مجموعه نظامات، جایگزینی برای مقررات ملی حاکم بر حرفه در کشورهای عضو نمی‌باشد.
سردفتر حقوق‌دانی با تحصیلات عالی است که بعد از سپری‌کردن آزمون‌های مختلف، کارآموزی و با نظارت مستمر حکومت می‌تواند به این حرفه بپردازد.
او با استقرار در مکان جغرافیایی مشخص دسترسی دیگران را به خدمات خود در قلمرو سرزمینی ملی خود ممکن میسازد.
سردفتر با اقدامات خود، موجبات پیشگیری از دعاوی احتمالی را فراهم کرده و در حسن اجرای عدالت نقش دارد.

### اصول حرفه‌ای دفاتر اسناد رسمی
صداقت و وفاداری
سردفتر در قبال مشتریان، حکومت و همکاران باید رعایت صداقت و وفاداری را نماید.
تعهد به همکاری، شامل همکاران هم‌وطن و غیرهم‌وطن می‌باشد. زمانی که یک سردفتر داخلی و خارجی در موضوعی با هم همکاری می‌کنند، لازم است با رعایت مقررات و ضوابط قانونی لازم‌الاجرا، در جهت تضمین منافع طرفین به راه‌کارهای مشترک روی آورند.
بی‌طرفی و استقلال
سردفتر باید در مشاوره و تنظیم سند، با بی‌طرفی و استقلال کامل اقدام کند. سردفتر، حرفه‌اش را با رعایت مقررات قانونی که مطابق آن‌ها شرایط لازم اشتغال به سردفتری را به‌دست آورده، و با لحاظ ممنوعیت‌های قانونی کشورش به انجام می‌رساند.
حفظ اسرار
سردفتر ملزم به رعایت تعهد اسرار حرفه‌ای است. و باید در مکاتبات، نگهداری و آرشیو اسناد (کاغذی یا الکترونیکی) و مطابق موازین قانونی لازم‌الاجرا، رعایت محرمانه بودن آن‌ها را بنماید. شرکا و همکاران سردفتر نیز باید بر این تعهد متعهد باشند.
امتناع
زمانی که سردفتر گمان برد سندی که از او تقاضای تنظیم شده، می‌تواند مربوط به یکی از اعمال مجرمانه باشد، می‌تواند از تنظیم آن امتناع نماید و یا با رعایت کامل مقررات ملی، اقدام به انشای آن نماید.
تبلیغات (اطلاع‌رسانی عمومی)
یک دفتر اسناد رسمی نباید تبلیغات شخصی داشته باشد مگر آنکه این کار طبق قوانین مجاز اعلام شده باشد. 
تبلیغات دفاتر اسناد رسمی به صورت اطلاع رسانی عمومی است. در اطلاع‌رسانی عمومی، سردفتر باید از ارائه هرگونه اطلاعاتی که از نظر ماهوی مغایر استقلال و بی‌طرفی او به عنوان یک مأمور به انجام خدمات عمومی است، خودداری کند.
سردفتر باید از ارائه هرگونه اطلاعاتی که منجر به نوعی قضاوت ارزشی از دیدگاه خود یا در قبال دیگر همکاران باشد باید اجتناب کند.
سردفتر نباید تبلیغات پیشنهادی توسط اشخاص ثالث را بپذیرد مگر آنکه توسط نهادهای صالح زیرمجموعه نظام سردفتری صورت گیرد.
تبلیغات گروهی به‌وسیله نهادهای صنفی ملی یا بین‌المللی و از جمله کنفرانس سردفتری اتحادیه اروپایی انجام می‌پذیرد.
برای تبلیغات گروهی، صفحات اینترنتی توسط نهادهای ملی سردفتری ایجاد می‌شود که محتویات آن‌ها را مقام‌های سردفتری هر کشور مقرر می‌کنند.
پایگاه اینترنتی (سایت) کنفرانس سردفتری اتحادیه اروپایی (CNUE) نیز تصمیمات مجامع آن را منتشر می‌کند.
مشاوره آنلاین
در بهره‌گیری از سایت‌های اینترنتی شخصی یا هرگونه تکنولوژی مشابه، سردفتر نباید به‌طور آنلاین مشاوره دهد یا قرارداد ببندد.
درخصوص اطلاعات و مسایل حرفه‌ای مربوط به نظام سردفتری، سایت‌های شخصی باید به سایت‌های نهادهای ملی و بین‌المللی سردفتری از طریق لینک ارجاع دهند.
در مورد اطلاع‌رسانی پیرامون مسایل دارای ماهیت حقوقی یا مالیاتی ارجاع به صفحات اینترنتی نهادهای رسمی توصیه می‌شود.
پیوند به صفحات متعلق به اشخاص ثالث از جمله مشتریان ممنوع است مگر آنکه مربوط به نهادهای عمومی یا مؤسسات آموزشی باشد.
به‌کارگیری امضای الکترونیکی
مسؤولیت استفاده انحصاری از امضای الکترونیکی عهده سردفتر می‌باشد. در صورت بروز هرگونه لغزش یا وقوع وضعیتی که می‌تواند به کارکردهای سیستم تأییدی آسیب وارد کند، سردفتر فوراً به سرویس‌دهنده یا نماینده تأییدکننده اطلاع دهد تا سریعاً، انصراف یا الغای تأییدیه سردفتر را اعمال کند.
معرفی سردفتر در مکاتبات اداری
در مکاتبات اداری و اوراق و اسناد تنظیمی که دارای جنبه ظاهری حرفه‌ای باشند، سردفتر باید به عنوان سردفتر، در اوراق مکاتبات به نام و نام‌خانوادگی و سِمَت و مکان اشتغال خود اشاره کند. همچنین درج عناوین دانشگاهی مجاز است.
صلاحیت و شایستگی حقوقی و فنی
کانون‌های سردفتری کشورهای اتحادیه اروپایی به اعضای خود، آموزش‌های مستمر حقوقی و فنی مخصوصاً به‌کارگیری تکنولوژی‌های جدید حرفه سردفتری را ارائه خواهند کرد.
سردفتر باید معلوماتش را به‌روز کند و از تکمیل‌شدن معلومات همکارانش حمایت کرده و (آن را) مورد تشویق قرار دهد.
بیمه مسؤولیت حرفه‌ای
سردفتر باید برای پوشش آثار زیان‌بار اقدامات حرفه‌ای خود تحت پوشش بیمه قرار گیرد. این اعمال چه در کشور خود سردفتر یا کشور خارجی صورت گیرد یا آثار آن در کشور دیگر به وجود آید، باید تحت پوشش بیمه قرار گیرند.
آزادی انتخاب سردفتر و صلاحیت سرزمینی
هر شخص حقیقی یا حقوقی، حق مراجعه به سردفتر به انتخاب خود را دارا است تا مشاوره‌های او را دریافت کند یا اسناد خود را برای تنظیم به او واگذار کند. همچنین می‌تواند از سردفتر انتخابی خود بخواهد که او را با لحاظ تمام مسؤولیت‌های حرفه‌ای خود در کشور دیگر همراهی کند تا با همکاری سردفتر مجاز کشور دیگر نسبت به انجام موضوع درخواست، اقدام کنند.
سردفتر انتخابی با سردفتر کشور خارجی در مورد کیفیت همکاری توافق خواهند کرد و در هر حال، تنظیم سند توسط سردفتر مجاز آن کشور، صورت خواهد گرفت.
دستمزد
سردفتر کشور خارجی که با سردفتر مجاز کشور محل تنظیم سند همکاری می‌کند، در ابتدای شروع به همکاری، به مشتری خود در مورد میزان تعهدات مالی و هزینه‌ها مطابق موازین قانونی اطلاع می‌دهد و سعی خواهد کرد که سرجمع آن‌ها (هزینه‌ها) به حداقل ممکن برسد.
اجرای قواعد و اختلافات
سردفتر در انجام اعمال حقوقی فرا مرزی خود، حقوق کشور خود و کشور خارجی و قواعد نظام‌نامه اخلاق حرفه‌ای سردفتری اتحادیه اروپایی را رعایت خواهد کرد.
کلیه مشکلات و اختلافات اجرایی یا تفسیری مربوط به نظام‌نامه اخلاق حرفه‌ای سردفتری اتحادیه اروپایی یا موارد پیش‌بینی‌نشده، توسط رئیس کنفرانس سردفتری اتحادیه اروپایی حل‌وفصل می‌شود.